# Pericalymma crassipes
Pericalymma crassipes är en myrtenväxtart som först beskrevs av Johann Georg Christian Lehmann, och fick sitt nu gällande namn av Johannes Conrad Schauer. Pericalymma crassipes ingår i släktet Pericalymma och familjen myrtenväxter. Inga underarter finns listade i Catalogue of Life.